# Алмазов, Николай Иванович
Николай Иванович Алмазов (род. 23 ноября 1927) — инженер-строитель; заслуженный строитель РСФСР, лауреат Государственной премии РФ имени Маршала Советского Союза Г. К. Жукова (1999).

## Биография
Родился в деревне Акатово (ныне — Дзержинского района Калужской области). В 1942 году окончил Фроловскую неполную среднюю школу.
Работал учеником плотника, плотником строительного цеха Мостобазы 16-го спецформирования Государственного учреждения военно-восстановительных работ НКПС; участвовал в восстановлении железнодорожных мостов через реки Воря и Саня (Тёмкинский район Смоленской области). С сентября 1948 года, по окончании Калужского коммунально-строительного техникума, работал на строительстве Волго-Донского канала имени В. И. Ленина: десятником, старшим десятником на возведении шлюза № 2, с 1951 — заведующим отделением строительных дисциплин учебного комбината «Главгидроволгодонстроя».
В 1955 году окончил Уральский политехнический институт имени С. М. Кирова по специальности «инженер-строитель», преподавал строительные дисциплины в Новосибирском военно-техническом училище, где одновременно экстерном сдал экзамены за курс училища и получил офицерское звание.
С 1956 года — начальник строительного управления № 1, с 1958 — главный инженер треста «Калужстрой». Руководил возведением объектов жилищного (более 200 тыс. м2 жилья) и социально-бытового назначения, а также восстановлением корпуса Гостиных рядов; участвовал в создании домостроительного комбината в посёлке Турынино.
В 1962—1967 годы — первый директор Калужского филиала проектного института «Росгипросельхозстрой». С 1967 года — главный инженер треста «Домостроение», в 1967—1977 — управляющий трестом «Калугасельстрой».
В 1977—1989 — заместитель председателя Калужского облисполкома, с 1989 года — начальник Управления строительным комплексом Калужской области.
Неоднократно избирался депутатом Калужского городского и областного Совета народных депутатов.
Выйдя на пенсию, активно участвует в общественной жизни. Создавал архитектурно-музейную композицию мемориального комплекса Г. К. Жукова, находящегося рядом с домом маршала в Стрелковке. Является председателем Калужского регионального Союза строителей (с 2001), председателем Общественной Палаты Калужской области (с марта 2009), а также председателем регионального отделения общественной организации «Комитет памяти Маршала Советского Союза Г. К. Жукова» (с 2013), ответственным секретарём областного организационного комитета «Победа», председателем совета старейшин Городского головы города Калуга.

## Награды и признание
- Орден Александра Невского (4 октября 2019) — за заслуги в развитии ветеранского движения и активное участие в военно-патриотическом воспитании молодёжи[12]
- Орден Почёта (28 февраля 1997) — за заслуги перед государством, успехи, достигнутые в труде, и большой вклад в укрепление дружбы и сотрудничества между народами[13][2][11]
- Орден Дружбы (3 июня 2006) — за достигнутые трудовые успехи и многолетнюю добросовестную работу[14][11]
- Орден Трудового Красного Знамени[2][11]
- Знак отличия «За безупречную службу» XX лет (19 мая 2001) — за многолетнюю безупречную государственную службу[15]
- Заслуженный строитель РСФСР[3][11]
- Государственная премия Российской Федерации имени Маршала Советского Союза Г. К. Жукова (1999) — за создание мемориального комплекса, посвящённого жизни и деятельности Маршала Советского Союза Г. К. Жукова[1][5]
- Почётный гражданин Калужской области[8][11]
- Знак отличия «За наставничество» III степени (Калужская область, 22 ноября 2024) — за личные заслуги в проведении действенной работы по воспитанию молодых специалистов, повышению их общественной активности и формированию гражданской позиции
- орден святого благоверного князя Даниила Московского III степени[2][11]
- знак «За безупречную службу»[2]
- медали:
  - «За доблестный труд в Великой Отечественной войне 1941—1945 гг.»
  - «Ветеран труда»
  - «60 лет Калужской области»[2]
- почётный член Союза архитекторов РФ, почётный член ДСО «Урожай».
- Почётная грамота «Главгидроволгодонстроя» — за активное участие в строительстве Волго-Донского канала[2]
- почётный знак ЦК ВЛКСМ[2]